# اسمارت‌تون
اسمارت‌تون (انگلیسی: SmarTone) شرکت مخابرات هنگ کنگی است، که در سال ۱۹۹۲ تأسیس شد.